# 奧西耶克主教座堂

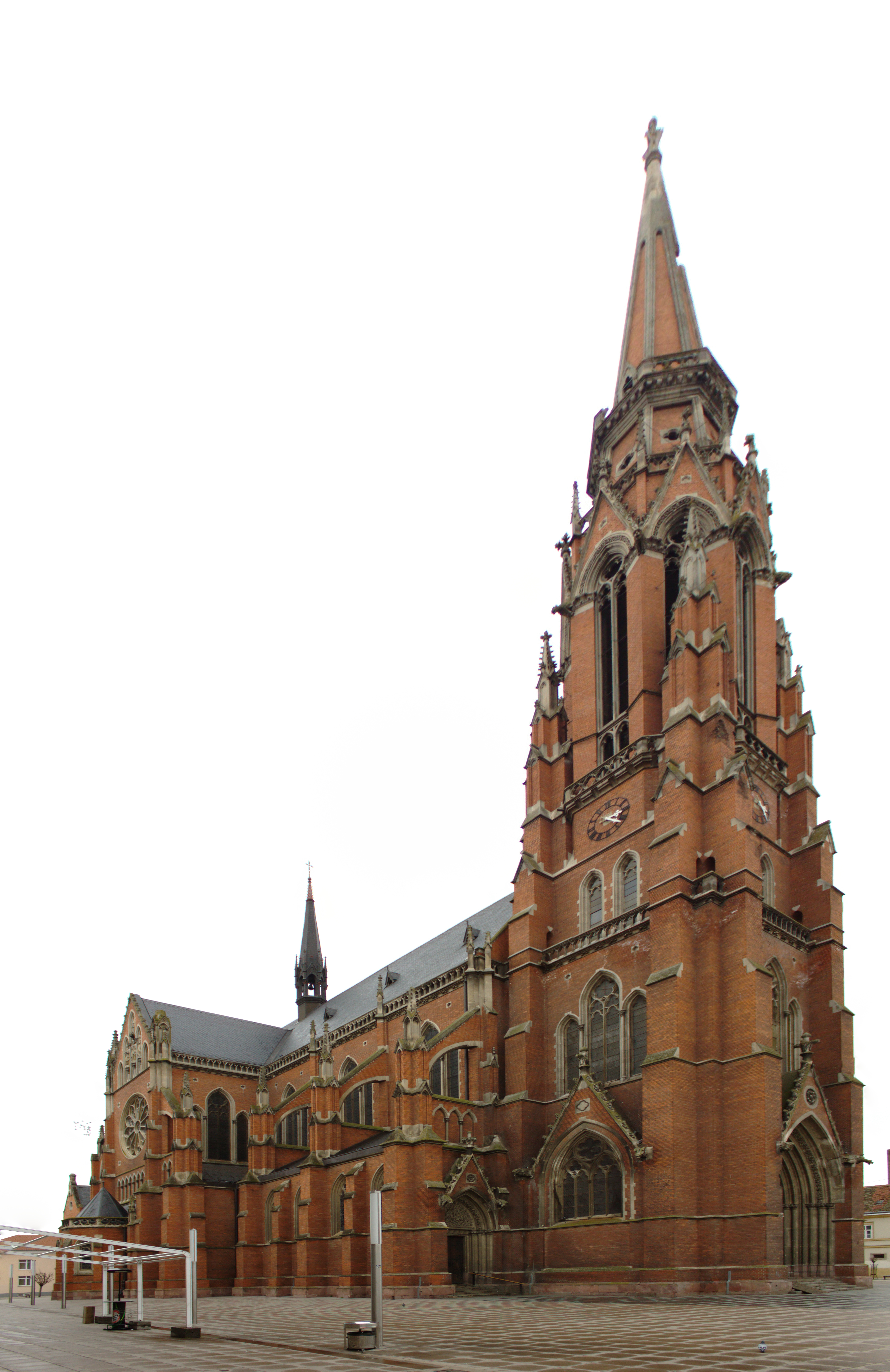

奧西耶克主教座堂是位於克羅埃西亞城市奧西耶克的一座羅馬天主教教堂，為新哥特式建築。教堂高90米的尖塔是奧西耶克的地標之一。